# Selección de rugby league de Chile
La Selección de rugby league de Chile, conocida como Weichafes, es el representante de dicho país en los campeonatos oficiales.
Está regulada por la Federación de Rugby League Fútbol 13 de Chile.
Está afiliada a la confederación Asia Pacific Rugby League.
Actualmente ocupa la posición 21° en el ranking mundial de la International Rugby League.

## Historia
En sus comienzos se inició como una selección de descendientes chilenos en Australia, una práctica muy común en el rugby league, hasta convertirse en una selección con base en Chile, principalmente formado por jugadores de la zona de Antofagasta en el norte de Chile, así como en la región del Biobío, donde este deporte alcanzó gran popularidad.
En junio de 2016, juega el primer test match entre dos selecciones latinoamericanas, frente al combinado de El Salvador, logrando un triunfo por 58 a 20.
En noviembre de 2016, disputa el Torneo Sudamericano de Rugby League de 2016 jugado en Miramar, Argentina, es derrotado en la final por Argentina 16-0.
Se coronó campeón por primera vez en el Latinoamericano de Rugby League 2017, disputado en la localidad de Los Ángeles en Chile, venciendo en semifinales a Brasil por 54-8, mientras que en la final venció al combinado de Argentina por 32-12.
En noviembre de 2018, participó por primera vez en las clasificatorias para el Mundial, perdiendo en semifinales del torneo, por un marcador de 62 a 0 frente a Estados Unidos, y en la definición del tercer y cuarto puesto, caería nuevamente frente a Canadá por 12 a 62.

## Partidos disputados
| 12 de junio de 2016 | Chile | 58 - 20 | El Salvador | Sídney, Australia |  |

| 4 de febrero de 2017 | Chile | 0 - 56 | Polonia | Sídney, Australia |  |

| 30 de septiembre de 2017 | Chile | 20 - 20 | Tailandia | Sídney, Australia |  |

| 17 de noviembre de 2017 | Chile | 54 - 8 | Brasil | Los Ángeles, Chile |  |

| 18 de noviembre de 2017 | Chile | 32 - 12 | Argentina | Los Ángeles, Chile |  |

| 13 de noviembre de 2018 | Estados Unidos | 62 - 0 | Chile | Jacksonville, Estados Unidos |  |

| 17 de noviembre de 2018 | Canadá | 62 - 12 | Chile | Jacksonville, Estados Unidos |  |

| 5 de marzo de 2022 | Chile | 36 - 20 | Filipinas | Sídney, Australia |  |

| 25 de noviembre de 2022 | Brasil | 20 - 18 | Chile | Jericó, Colombia |  |

| 26 de noviembre de 2022 | Colombia | 14 - 34 | Chile | Jericó, Colombia |  |

| 21 de octubre de 2023 | Chile | 22 - 30 | Malta | Sídney, Australia |  |

| 4 de febrero de 2024 | Chile | 36 - 22 | Macedonia del Norte | Sídney, Australia |  |

| 29 de noviembre de 2024 | Brasil | 22 - 44 | Chile | Buenos Aires, Argentina |  |

| 1 de diciembre de 2024 | Argentina | 32 - 30 | Chile | Buenos Aires, Argentina |  |

## Historial
- Solo se consideran partidos en formato de rugby 13, actualizados hasta el 1 de diciembre de 2024.

| Oponente            | Jugados | Ganados | Empatados | Perdidos | % de victorias | Mejor resultado |
| ------------------- | ------- | ------- | --------- | -------- | -------------- | --------------- |
| Argentina           | 2       | 1       | 0         | 1        | 50.0%          | 32-12           |
| Brasil              | 3       | 2       | 0         | 1        | 66.6%          | 54-8            |
| Canadá              | 1       | 0       | 0         | 1        | 0.0%           | 12-62           |
| Colombia            | 1       | 1       | 0         | 0        | 100.0%         | 34-14           |
| El Salvador         | 1       | 1       | 0         | 0        | 100.0%         | 58-20           |
| Estados Unidos      | 1       | 0       | 0         | 1        | 0.0%           | 0-62            |
| Filipinas           | 1       | 1       | 0         | 0        | 100.0%         | 36-20           |
| Macedonia del Norte | 1       | 1       | 0         | 0        | 100.0%         | 36-22           |
| Malta               | 1       | 0       | 0         | 1        | 0.0%           | 22-30           |
| Polonia             | 1       | 0       | 0         | 1        | 0.0%           | 0-56            |
| Tailandia           | 1       | 0       | 1         | 0        | 0.0%           | 20-20           |
| Total               | 14      | 7       | 1         | 6        | 50.00%         | -               |

## Participación en copas
| Rugby League XIII Copa del Mundo de Rugby League 1954 al 2017 : sin participación 2021 : no clasificó 2025 : torneo cancelado 2026 : no participó Americas Rugby League Championship 2016 al 2017 : sin participación Estados Unidos 2018 : 4° puesto (último) Torneos Sudamericanos Latinoamericano 2017 : Campeón invicto Copa Sudamericana 2018 : no participó Copa Sudamericana 2022 : 2° puesto Sudamericano 2024 : Campeón | - Cabramatta Nines 2015: Fase de grupos - Torneo Latino 2016: Campeón - Sudamericano 2016: 2° puesto - Torneo Latino 2019: 2° puesto - Torneo Latino 2015: Campeón |

## Palmarés
- Campeonato Sudamericano (2): 2017, 2024

- Torneo Latino de Rugby League (2): 2015, 2016[4][5]